# Güelcom
Güelcom es una película argentina del género de comedia que se estrenó el 6 de agosto de 2011 dirigida por Yago Blanco y protagonizada por Mariano Martínez y por Eugenia Tobal.

## Argumento
Es la historia de Leo, un joven psicólogo que se entera de que Ana, su expareja que lo había dejado cuatro años atrás para probar suerte como chef en España, está de visita en Buenos Aires. Apoyándose en las amistades, la terapia y en los recuerdos, intenta superar sus rencores y saber porqué tantos argentinos como ella han querido irse. Con la excusa del casamiento de unos amigos en común, que también viven fuera del país, inicia un plan para reconquistarla. Pero la presencia de un nuevo novio y varios resentimientos del pasado van a hacer que la tarea no sea tan sencilla.

## Reparto[1]
- Mariano Martínez - Leo Mancuso
- Eugenia Tobal - Ana Venneri
- Peto Menahem - Javier
- Maju Lozano - Andy
- Eugenia Guerty - Sol Núñez
- Ana Yovino - Julieta
- Gonzalo Suárez - Marto
- Chema Tena - Oriol
- Gustavo Garzón - Dr. Lorenzo
- Agustina Córdova - Mirna
- Nicolás Condito - Rolinga
- Pablo Finamore - Psicólogo de Leo
- Paula Morales - Adriana Rigoni
- Pascual Condito - Dueño bar